# Moselbatterie
Die Moselbatterie war Teil der preußischen Festung Koblenz und gehörte zum System Feste Kaiser Alexander. Die Batterie lag im heutigen Koblenzer Stadtteil Karthause und wurde 1821 im Nordwesten der Schanze Großfürst Alexander als Friedenspulvermagazin erbaut.
Im Jahr 1848 wurde das Gebäude geräumt, umgebaut und zwei Jahre danach mit Truppen belegt. Wischemann zufolge diente die Batterie später zur Sicherung der Eisenbahnbrücke bei Güls. 
Nach der Auflassung des Systems Festung Kaiser Alexander 1903 verlieren sich die Spuren des Werks. Da die Batterie nach dem Ersten Weltkrieg nicht wie die anderen Koblenzer Festungswerke entfestigt wurde, hatte man sie wohl schon vorher beseitigt. Sichtbare Reste der Festungsanlage sind nicht mehr vorhanden. Heute verläuft an dieser Stelle die Straße Auf dem Gockelsberg.    